# George Lucas
George Walton Lucas Jr. (Modesto, 14 maggio 1944) è un regista, sceneggiatore, produttore cinematografico e montatore statunitense.
È il fondatore ed ex proprietario della casa di produzione cinematografica Lucasfilm e attualmente è un importante imprenditore nei settori dei giocattoli e dei videogiochi. È famoso per essere il creatore delle saghe cinematografiche di Guerre stellari e Indiana Jones, e ha scritto e diretto i film cult L'uomo che fuggì dal futuro (rielaborazione di un progetto presentato per la sua tesi di laurea) e American Graffiti.
Candidato quattro volte ai Premi Oscar (come miglior regista e per la miglior sceneggiatura originale nel 1974 per American Graffiti e nel 1978 per Guerre stellari), è stato insignito dell'Oscar alla memoria Irving G. Thalberg nel 1992. Per Una nuova speranza ha vinto il premio al miglior film agli Evening Standard British Film Awards del 1978 e due Saturn Awards nello stesso anno (miglior regia e miglior sceneggiatura originale) e per il suo secondo seguito, Il ritorno dello Jedi, ha vinto il Premio Hugo per la miglior rappresentazione drammatica nel 1983, replicando il successo nel 1990 per Indiana Jones e l'ultima crociata. Ha vinto inoltre un Empire Award per il miglior Sci-Fi/Fantasy nel 2005 grazie a Star Wars - Episodio III - La vendetta dei Sith e gli è stato assegnato il Razzie Award alla peggior sceneggiatura per Star Wars - Episodio II - L'attacco dei cloni nel 2002.
George Lucas ha inoltre fondato la Industrial Light & Magic, una delle più famose ed importanti società attive nel campo degli effetti speciali digitali, e THX, compagnia altrettanto rinomata nel settore audiovisivo. È stato un componente dei movie brats, movimento che contribuì alla nascita della Nuova Hollywood degli anni settanta nonché una delle persone chiave (insieme a Francis Ford Coppola) nella fondazione della casa di produzione cinematografica American Zoetrope, che ha finanziato diversi film di successo.
Lucas ha spesso affidato ad altri, in particolare Steven Spielberg, il compito di portare sullo schermo le sue creazioni, dedicandosi maggiormente a storie e personaggi, a mondi paralleli e credibili, a ecosistemi in cui i protagonisti potessero vivere come persone reali. Secondo il sito Mymovies.it,
La rivista Forbes stima il suo patrimonio in 5,4 miliardi di dollari.

## Biografia

### Gioventù

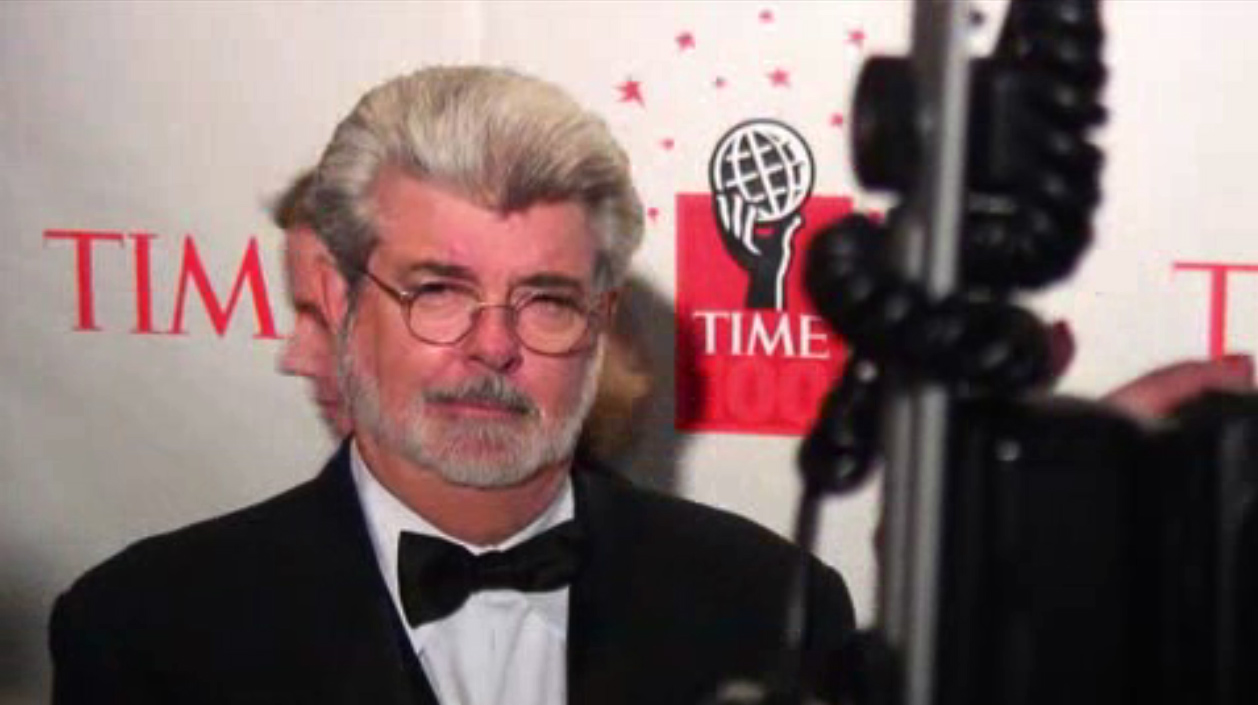
George Lucas alla festa Time 100 del 2006, come visto nel video blog Rocketboom

George Lucas è nato il 14 maggio 1944 a Modesto, in California, figlio di Dorothy Ellinore Bomberger e di George Walton Lucas Sr., proprietario di un emporio. Durante gli anni Sessanta ha studiato cinema a Los Angeles alla University of Southern California, una delle prime università ad avere un corso dedicato al cinema. In quel periodo girò diversi cortometraggi, tra cui il fantascientifico THX 1138, che in seguito sarebbe diventato il suo primo lungometraggio, L'uomo che fuggì dal futuro.

### Anni Settanta e Ottanta
Dopo aver conseguito la laurea, Lucas ha fondato lo studio American Zoetrope con Francis Ford Coppola, perseguendo l'obiettivo di creare un ambiente in cui i registi potessero lavorare senza subire il controllo delle major di Hollywood, considerato oppressivo.
Nel 1971, a Marin County (California), il regista ha creato la casa di produzione cinematografica LucasFilm, con la quale ha prodotto American Graffiti (1973) e Guerre stellari (1977), frutto di un'idea nata mentre ultimava L'uomo che fuggì dal futuro. Guerre stellari ha avuto due seguiti: L'Impero colpisce ancora nel 1980 e Il ritorno dello Jedi nel 1983.
Lucas è stato multato di 250.000 dollari dalla Directors Guild of America (DGA), l'associazione dei registi americani, per non aver messo i titoli di testa all'inizio del film L'Impero colpisce ancora; la disputa si è conclusa con il pagamento da parte del regista di soli 35.000 dollari. Di lì a poco Lucas, per protesta, ha dato le dimissioni dalla DGA e dalla Academy of Motion Picture Arts and Sciences(MPAA), divenendo, di fatto, un regista indipendente.
Nel 1975 la casa di produzione si è ampliata con Skywalker Sound e Industrial Light and Magic, le divisioni che si occupano rispettivamente di effetti sonori ed effetti visivi. Entrambe le divisioni, nel corso degli anni, hanno raggiunto una posizione di rilievo nei rispettivi settori. Nel 1979 la casa di produzione si è arricchita con una divisione dedicata all'animazione, la LucasFilm Computer Graphics Project. Con essa, Lucas ha speso molte energie all'animazione, investendo in progetti come C'era due volte e il più fortunato Alla ricerca della valle incantata; ha dedicato ai Droidi e agli Ewok due serie televisive animate spin-off di Guerre Stellari: Droids Adventures ed Ewoks. Nel 1982 è nata la LucasFilm Games, in seguito ribattezzata LucasArts, attiva nell'industria dei videogiochi. Nel 1986 la divisione grafica è stata venduta a Steve Jobs, che l'ha rinominata Pixar Animation Studios.
Negli anni Ottanta, Lucas si è dedicato alla creazione del personaggio dell'archeologo Indiana Jones, affidandone la regia a Steven Spielberg; il successo del film ha portato, nel corso del tempo, alla realizzazione di una pentalogia e di una serie televisiva. Nel frattempo ha prodotto i progetti cinematografici di diversi autori di talento, tra cui Brivido caldo di Lawrence Kasdan, divenuto un film culto; Ran, Sogni, e Kagemusha - L'ombra del guerriero (insignito della Palma d'oro al Festival di Cannes) di Akira Kurosawa; Tucker - Un uomo e il suo sogno di Francis Ford Coppola. Inoltre, ha finanziato i film fantasy Labyrinth - Dove tutto è possibile (1986), Howard e il destino del mondo (un lungometraggio del 1986 dedicato a Howard il papero della Marvel Comics) e Willow (1988).

### Anni Novanta e Duemila
Se da un lato le divisioni della LucasFilms, in particolare la Industrial Light & Magic (ILM), sono diventate molto influenti nel proprio ambito, dall'altro non sono stati replicati i successi commerciali degli anni precedenti, a eccezione di Indiana Jones. Lucas è dunque entrato in un periodo di crisi professionale, arrivando a considerare di abbandonare anche la carriera di produttore, dopo quella registica. In quel periodo si è dedicato alle sperimentazioni tecnologiche della ILM, alla riorganizzazione della Lucasfilm e alle modifiche allo Skywalker Ranch, il suo ritiro creativo.
Paradossalmente il suo lavoro non molto remunerativo con Le avventure del giovane Indiana Jones e Benvenuti a Radioland gli ha permesso di entrare in contatto con nuove figure professionali come Rick McCallum e di sperimentare nuovi effetti speciali, fattori determinanti per il suo ritorno al mondo del cinema. Ugualmente rilevante è stata la pubblicazione del romanzo di Timothy Zahn L'erede dell'impero, che ha registrato un boom di vendite, riaccendendo l'interesse verso Guerre stellari. La vendita dei giocattoli del franchising hanno generato molti introiti: il mercato è parso quindi pronto a nuove avventure di Guerre stellari.
Nel 1992 Lucas ha ammesso di avere dei piani per creare la trilogia prequel nel Lucasfilm Fan Club magazine, e lo ha annunciato ufficialmente a Variety alla fine del 1993.
Il 3 ottobre 1994 Lucas ha iniziato a scrivere la trilogia prequel della trilogia originale degli anni Settanta e Ottanta di Guerre stellari; il 1º novembre dello stesso anno si è ritirato per un periodo sabbatico per dedicarsi alla stesura delle sceneggiature. I tre nuovi film La minaccia fantasma, L'attacco dei cloni e La vendetta dei Sith (quest'ultimo contenente l'unico cameo del regista nella saga) hanno segnato il ritorno di Lucas dietro la macchina da presa. Questi prequel hanno svolto un ruolo pionieristico nell'utilizzo delle attrezzature digitali in Alta Definizione rispetto alla pellicola, precedendo di almeno almeno cinque anni le produzioni similari per quanto concerne gli effetti speciali.
Nel 1997, in occasione del ventennale dall’uscita di Guerre stellari, Lucas ha distribuito nei cinema di tutto il mondo una versione restaurata, rimasterizzata e modificata della trilogia fantascientifica, con scene girate nuovamente con l'ausilio degli effetti speciali più recenti. Grazie a questa riedizione tra incassi, vendite delle VHS, merchandising e diritti d'autore Lucas ha incassato 251 milioni di dollari. Le riedizioni costituirono un campo di prova ideale per gli effetti speciali digitali da applicare su vasta scala agli episodi successivi.
Il regista ha celebrato di nuovo il rito fondato sulla rievocazione delle azioni all'origine della storia dispiegata dalla sua opera-mondo. Nello spazio-temporale del fantasy di Lucas, il cinema si compie e si perpetua: dato un universo parallelo, il cattivo di turno porta il caos in un regno di pace e di benessere. La struttura di base è quella che si avvia dall'iniziale vittoria del caos e poi si concentra sulla difficoltà di riconquistare il cosmos. Per riportare l'armonia, due prodi cavalieri Jedi dominano la Forza e combattono il suo lato oscuro. La figura dell'eroe non è unica ma duplice: uno è il giovane apprendista che sta completando il suo percorso di formazione, l'altro è il suo maestro, colui che compirà il viaggio sacrificale e verrà sostituito dall'allievo.
La nuova trilogia non ha riscosso molto successo tra i fan storici, attirando invece una nuova generazione di appassionati, più orientati ai nuovi episodi. La vendetta dei Sith ha inoltre ottenuto i favori della critica, sempre piuttosto fredda nei giudizi su Star Wars. Considerata nel complesso, la saga ha avuto il potere di suggestionare con forza l'immaginario collettivo degli ultimi decenni del XX secolo.

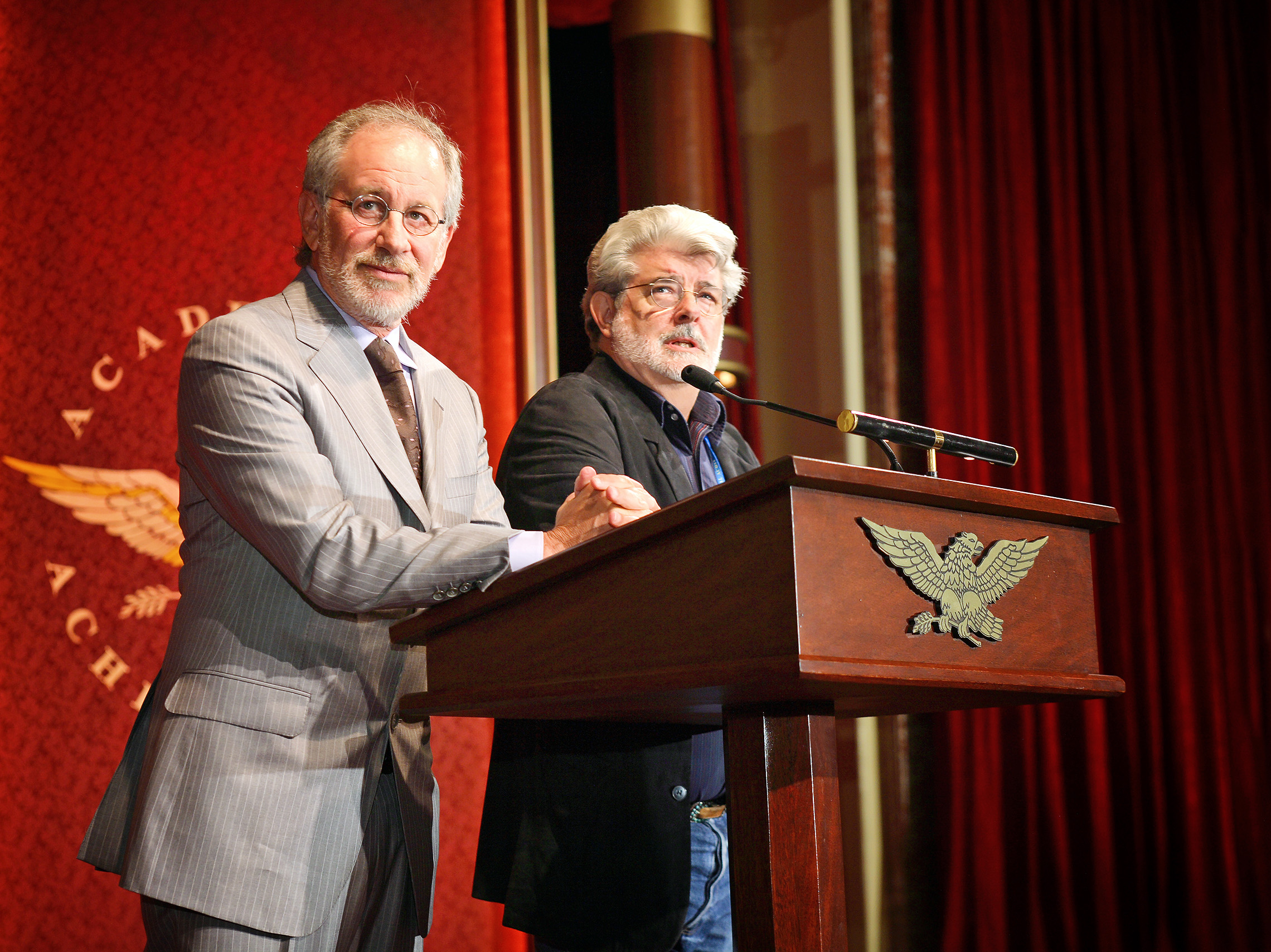
George Lucas insieme all'amico e collega Steven Spielberg nel 2006

In un'intervista il regista ha dichiarato:
Nel 2005 Lucas è stato classificato al 194º posto tra i quattrocento uomini più ricchi del mondo secondo Forbes, con un patrimonio personale stimato di tre miliardi di dollari. Lo stesso anno gli è stato assegnato il premio alla carriera dell'American Film Institute. Il premio gli era stato offerto dieci anni addietro, ma lo aveva segretamente rifiutato perché "troppo giovane", chiedendo che gli venisse ripetuta l'offerta al compimento dei sessant'anni.[

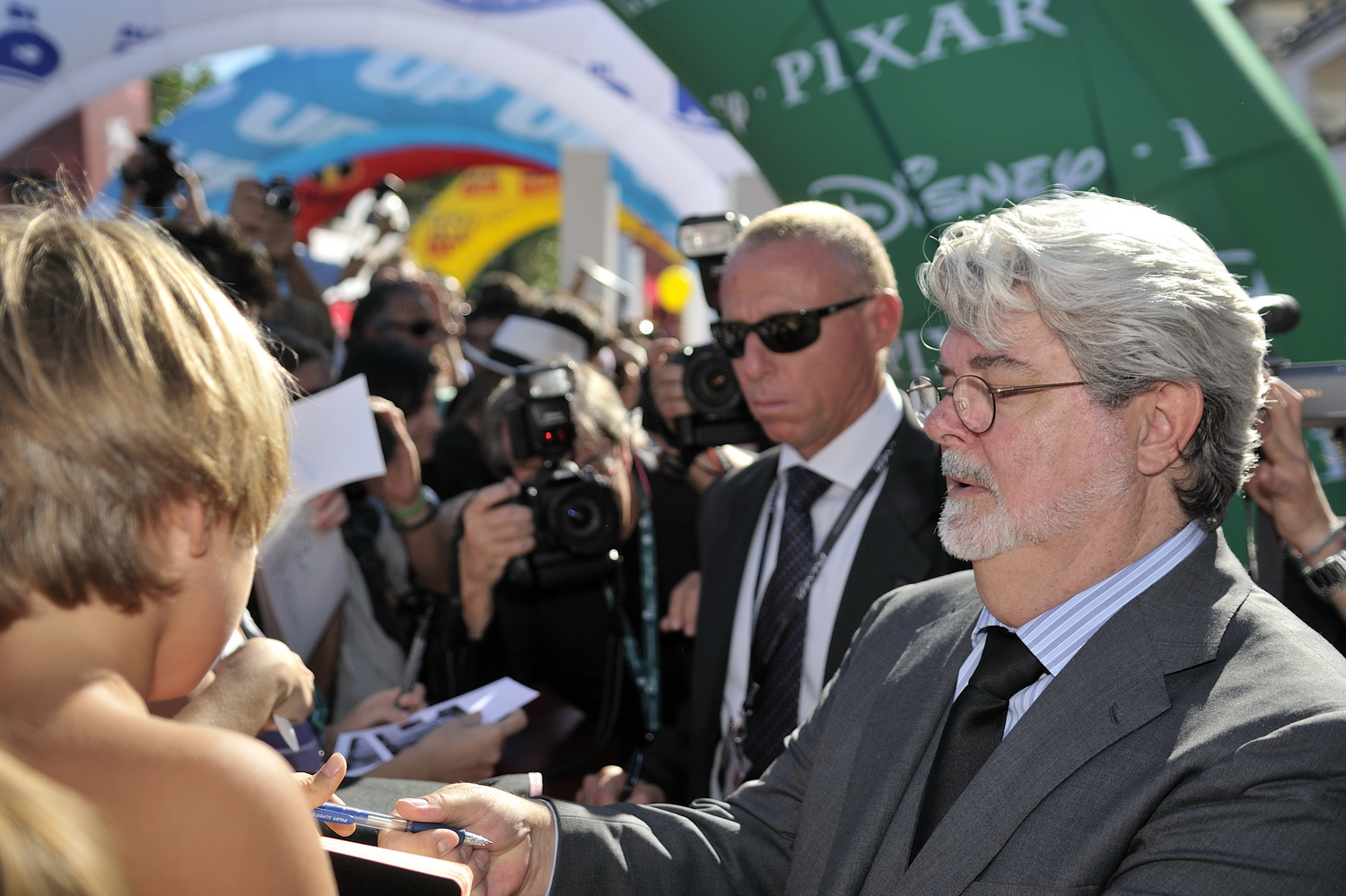
George Lucas firma autografi alla Mostra Internazionale d'Arte Cinematografica nel 2009

Negli anni 2003-2011 si è occupato dell'ulteriore espansione dell'universo fantascientifico di Star Wars da lui creato fin dagli anni settanta. Ai film, ai romanzi, ai fumetti, ai cartoni animati e ai videogiochi più o meno legati alla sua casa di produzione, ha aggiunto una serie in computer grafica. A tutto questo, anni dopo, si è sommato un telefilm di raccordo tra le due trilogie. Lo stesso regista ammette che fermare Guerre stellari è ormai impossibile.
Nel 2008 Lucas ha deciso di rimettere mano a un'altra saga e insieme a Spielberg ha realizzato, a quasi vent'anni dall'ultimo film, un quarto capitolo di Indiana Jones intitolato Indiana Jones e il regno del teschio di cristallo.
Dal 2008 al 2014, Lucas è stato anche il creatore e produttore esecutivo di Star Wars: The Clone Wars, serie animata realizzata in grafica computerizzata su Cartoon Network, preceduta da un film omonimo, prequel della serie stessa.
Dopo aver visto Avatar, nel 2009, Lucas ha dichiarato di avere in programma di realizzare una versione in 3D della saga cinematografica di Guerre stellari.
Nel 2008 la Lucasfilm ha avviato il progetto Red Tails, un film sulle battaglie aeree della Seconda guerra mondiale, una delle passioni di Lucas (i duelli spaziali di Guerre stellari sono infatti ispirati ai documentari storici della Battaglia d'Inghilterra). Si è trattato di un vero e proprio evento, considerando che da sedici anni Lucas non produceva un film o una serie televisiva che non fosse connessa a Guerre stellari o Indiana Jones. Lucas si è occupato sia del ruolo di produttore esecutivo che di curatore del soggetto e ha girato inoltre qualche scena. Il 29 luglio 2011 è stato finalmente mostrato il primo trailer del film. La pellicola è uscita nel 2012.

### Anni Duemiladieci e Duemilaventi
Nel maggio 2011, mentre si trovava a Orlando per celebrare l'apertura di Star Tours - The Adventures Continue al Walt Disney World, Lucas ha ricevuto un'offerta di acquisizione della LucasFilms da parte del CEO della Disney Bob Iger. Pur avendo considerato di ritirarsi, non era ancora pronto a farlo. Dopo aver accantonato l'idea di dirigere Episodio VII, la cui uscita era prevista per maggio 2015, e di vendere la sua compagnia, ha scelto di lasciare il franchise nelle mani di altri registi, annunciando nel gennaio 2012 che si sarebbe allontanato dal realizzare film di successo. Il 31 maggio 2012 ha rilasciato alla rivista Empire la seguente dichiarazione:
Due giorni dopo questa dichiarazione, il 2 giugno, Kathleen Kennedy è stata nominata co-direttrice generale della Lucasfilm.
Nell'agosto del 2012, durante una celebrazione di Star Wars ad Anaheim, Lucas ha invitato a pranzo Mark Hamill e Carrie Fisher per informarli dell'imminente cessione dei diritti della sua casa di produzione a Disney e per proporre loro di partecipare alla realizzazione della nuova trilogia sequel della saga di Guerre Stellari. Entrambi hanno accettato, seppur scossi. Il 30 ottobre Lucas ha annunciato la vendita della sua casa di produzione alla Disney per 4,05 miliardi di dollari.
L'ultima pellicola sviluppata e prodotta da Lucas è stato il musical animato Strange Magic, che è uscito nelle sale nel gennaio del 2015.
Lucas, dopo aver venduto la Lucasfilm alla Disney, ha inizialmente ricoperto il ruolo di consulente creativo per la sceneggiatura di Star Wars - Il risveglio della Forza, ma dopo alcune divergenze ha deciso di non prendere più parte al progetto. Ha criticato il film alla sua uscita affermando che alla Disney "hanno voluto fare un film rétro. Non mi piace. Ho lavorato duramente per realizzare ogni film in modo completamente diverso, con diversi pianeti, diverse astronavi, per renderlo sempre nuovo", e ha aggiunto di sentirsi come se avesse venduto le sue creature "agli schiavisti bianchi". Qualche giorno dopo però si è scusato per le parole dure rivolte alla Disney.
Successivamente ha visitato il set per le riprese di Rogue One: A Star Wars Story, ritenendolo alla sua uscita un film migliore rispetto al precedente.
Ha apprezzato anche Star Wars - Gli ultimi Jedi, che ricalcava in buona parte molte delle idee che lui stesso aveva abbozzato per un suo eventuale Episodio VII, visitandone il set e dichiarando che il film "è stato realizzato magnificamente".
Ha visitato, inoltre, il set di Solo: A Star Wars Story facendo una sorpresa al suo amico Ron Howard e dando un suo consiglio durante una particolare sequenza intima che riguardava Han e Qi'ra sul Falcon.
Lucas ha anche dato numerosi consigli al team creativo per la realizzazione di Star Wars - L'ascesa di Skywalker, parlando a lungo con J. J. Abrams.
Lucas ha visitato il set della prima serie tv live-action di Star Wars, The Mandalorian, come sorpresa di compleanno per Jon Favreau. È stato in seguito rivelato che Lucas ha avuto un certo livello di coinvolgimento nella creazione dello show.
Ha aiutato poi a dirigere la prima puntata dell'ottava stagione de Il Trono di Spade, diretta da David Nutter, in particolare una sequenza che riguarda Jon Snow e Daenerys Targaryen mentre discutono di Sansa Stark.
Sebbene sia Lucas che il suo vecchio amico e regista Steven Spielberg non abbiano né scritto né diretto il quinto film del celeberrimo archeologo, dal titolo Indiana Jones e il quadrante del destino, ricoprono comunque il ruolo di produttori esecutivi.
Pablo Hidalgo, storico dirigente creativo della Lucasfilm, ha rivelato che George Lucas è rimasto molto colpito dalla miniserie Obi-Wan Kenobi. Il regista è stato inoltre consultato dal team di produzione dando la propria approvazione su un nuovo scontro tra Kenobi e Fener. Lucas ha lodato in modo particolare il concetto su cui si basa la storia, ritenendola una delle migliori nuove produzioni del corso Disney.

## Vita privata
Lucas ha tre sorelle: Ann, Kate e Wendy. È stato sposato con la montatrice Marcia Griffin dal 1969 al 1983 con la quale ha adottato una bambina, Amanda. Dopo il divorzio ha adottato quindi altri due bambini: Jett e Katie. Quest'ultima ha scritto degli episodi della serie televisiva The Clone Wars dove appare in un episodio assieme ai fratelli e al padre sotto forma di avatar.
Negli anni ottanta ha avuto una relazione con la cantante Linda Ronstadt.
Nel 2006 si è fidanzato con l'imprenditrice Mellody Hobson, membro tra l'altro del consiglio di amministrazione della DreamWorks Animation, con la quale si è sposato il 22 giugno 2013 al Chicago Peninsula Hotel, in una cerimonia presieduta dal senatore del New Jersey Bill Bradley. Il 9 agosto dello stesso anno è nata la loro prima figlia, Everest Hobson Lucas, grazie alla surrogazione di maternità.
Lucas è un grandissimo amico di Steven Spielberg, con il quale ha realizzato Indiana Jones e coprodotto Alla ricerca della Valle Incantata e Sogni. Oltretutto la ILM ha curato gli effetti speciali di quasi tutti i film di Spielberg, la cui casa di produzione, la Amblin Entertainment, ha co-prodotto con la Lucasfilm Le avventure del giovane Indiana Jones. Non a caso è proprio Spielberg a consegnare a Lucas di persona il Premio alla memoria Irving G. Thalberg, favore e omaggio che Lucas farà nel 2011 al suo padrino cinematografico Coppola, con il quale invece i rapporti sono stati più altalenanti. Durante la cerimonia degli Oscar 2007, i tre registi consegnarono il premio per il miglior regista ad una quarta figura fondamentale della Nuova Hollywood: Martin Scorsese.
Nel 2009 Lucas ha comprato un ex monastero da 6 milioni di euro in Umbria. La ristrutturazione si è conclusa nel 2011, ed ha ospitato i suoi 4 migliori amici: Steven Spielberg, Robert De Niro, Francis Ford Coppola e Ron Howard, per inaugurare la sua nuova villa.
Lucas è affetto da diabete fin da giovane.

## Impegno sociale
Nel dicembre 2013 Lucas, tramite la sua fondazione, ha donato la somma di 25 milioni di dollari al programma Chicago's After School Matters. Fondata da Maggie Daley, l'associazione aiuta ragazzi bisognosi a formarsi e a guadagnare delle qualifiche lavorative attraverso lavori svolti come apprendista.

## Filmografia

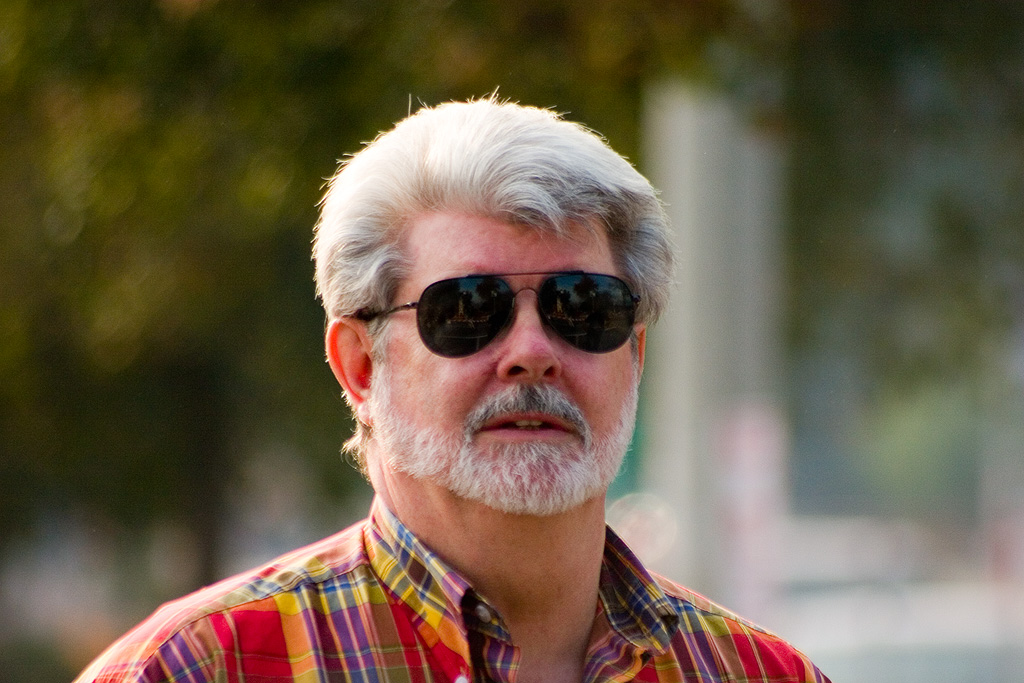
George Lucas nel 2010

### Regista

#### Lungometraggi
- L'uomo che fuggì dal futuro (THX 1138) (1971)
- American Graffiti (1973)
- Guerre stellari (Star Wars) (1977)
- Star Wars - Episodio I - La minaccia fantasma (Star Wars: Episode I - The Phantom Menace) (1999)
- Star Wars - Episodio II - L'attacco dei cloni (Star Wars: Episode II - Attack of the Clones) (2002)
- Star Wars - Episodio III - La vendetta dei Sith (Star Wars: Episode III - Revenge of the Sith) (2005)

#### Cortometraggi
- Look at Life (1965)
- Herbie (1966)
- Freiheit (1966)
- 1:42:08 (1966)
- The Emperor (1967)
- Electronic Labyrinth: THX 1138 4EB (1967)
- Anyone Lived in a Pretty How Town (1967)
- 6.18.67 (1967)
- Filmmaker: The Making of The Rain People (1968) - documentario
- Bald: The Making of THX 1138 (1971) - documentario

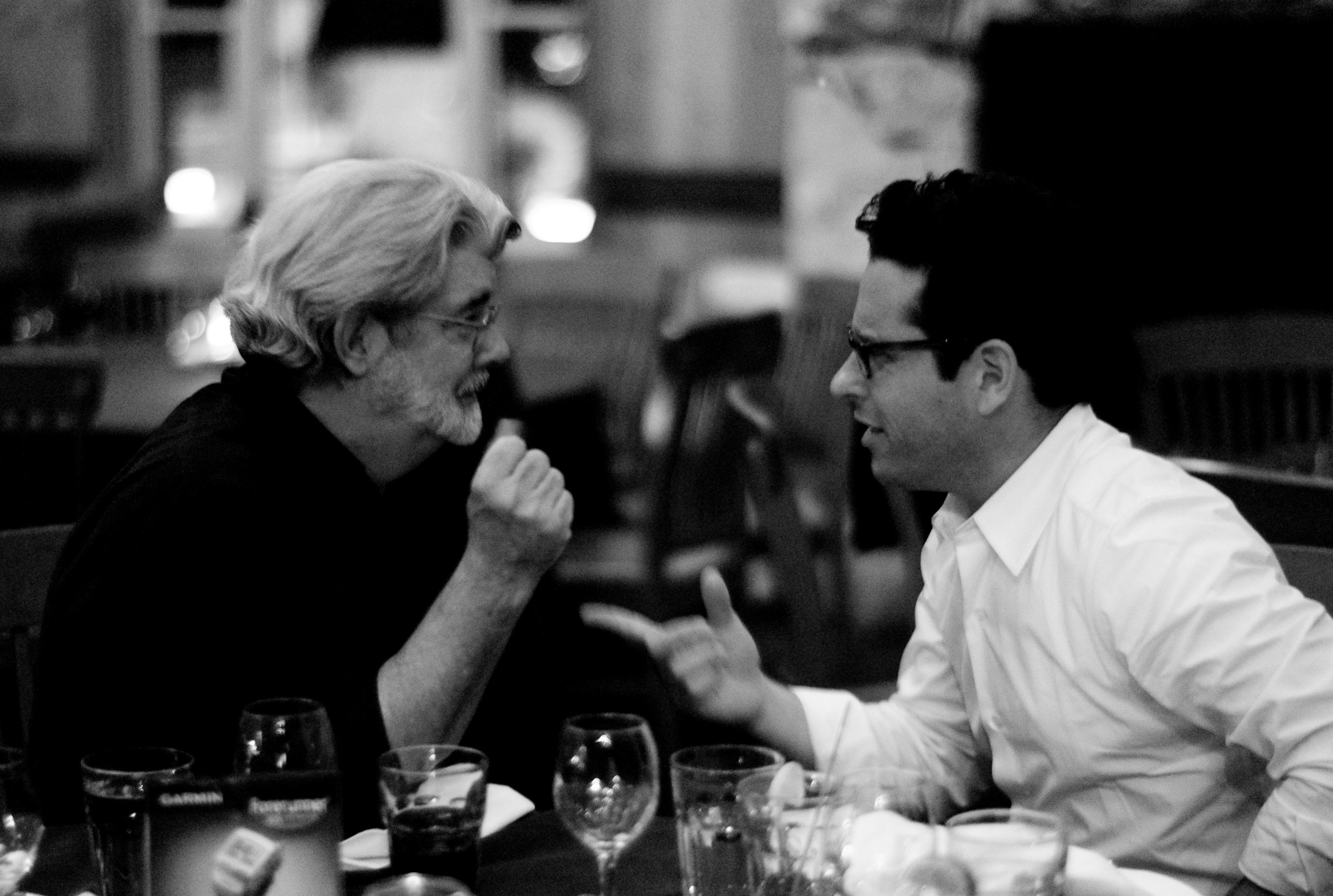
Lucas assieme a J. J. Abrams

### Sceneggiatore

#### Lungometraggi
- L'uomo che fuggì dal futuro (THX1138, regia di George Lucas 1971)
- American Graffiti (American Graffiti, regia di George Lucas 1973)
- Guerre stellari (Star Wars), regia di George Lucas (1977)
- American Graffiti 2 (More American Graffiti), regia di Bill L. Norton (1979) - co-sceneggiatore per i personaggi
- L'Impero colpisce ancora (The Empire Strikes Back), regia di Irvin Kershner (1980) - soggetto
- I predatori dell'arca perduta (Raiders of the Lost Ark), regia di Steven Spielberg (1981) - soggetto
- Il ritorno dello Jedi (Return of the Jedi), regia di Richard Marquand (1983)
- Indiana Jones e il tempio maledetto (Indiana Jones and the Temple of Doom), regia di Steven Spielberg (1984) - soggetto
- Willow, regia di Ron Howard (1988) - soggetto
- Indiana Jones e l'ultima crociata (Indiana Jones and the Last Crusade), regia di Steven Spielberg (1989) - soggetto
- Benvenuti a Radioland (Radioland Murders), regia di Mel Smith (1994) - soggetto
- Star Wars - Episodio I - La minaccia fantasma (Star Wars: Episode I - The Phantom Menace), regia di George Lucas (1999)
- Star Wars - Episodio II - L'attacco dei cloni (Star Wars: Episode II - Attack of the Clones), regia di George Lucas (2002)
- Star Wars - Episodio III - La vendetta dei Sith (Star Wars: Episode III - Revenge of the Sith), regia di George Lucas (2005)
- Indiana Jones e il regno del teschio di cristallo (Indiana Jones and the Kingdom of the Crystal Skull), regia di Steven Spielberg (2008) - soggetto
- Star Wars: The Clone Wars (Star Wars: The Clone Wars), regia di Dave Filoni (2008)
- Strange Magic, regia di Gary Rydstrom (2015) - soggetto

#### Cortometraggi
- Look at Life, regia di George Lucas (1965)
- Herbie, regia di George Lucas (1966)
- Freiheit, regia di George Lucas (1966)
- 1:42:08, regia di George Lucas (1966)
- The Emperor, regia di George Lucas (1967)
- Electronic Labyrinth: THX 1138 4EB, regia di George Lucas (1967)
- Anyone Lived in a Pretty How Town, regia di George Lucas (1967)
- 6.18.67, regia di George Lucas (1967)
- Filmaker: The Making of The Rain People, regia di George Lucas (1968)
- Return of the Ewok, regia di David Tomblin (1982) - co-sceneggiatore per i personaggi
- Captain EO, regia di Francis Ford Coppola (1986)

#### Televisione
- L'avventura degli Ewoks (Caravan of Courage: An Ewok Adventure), regia di John Korty(1984)
- Il ritorno degli Ewoks (Ewoks: The Battle for Endor), regia di Jim Wheat e Ken Wheat (1985)

### Produttore

#### Lungometraggi
- Non torno a casa stasera (The Rain People), regia di Francis Ford Coppola (1968)
- Guerre stellari (Star Wars), regia di George Lucas (1977)
- American Graffiti 2 (More American Graffiti), regia di Bill L. Norton (1979)
- Kagemusha - L'ombra del guerriero (影武者 Kagemusha), regia di Akira Kurosawa, (1980)
- L'Impero colpisce ancora (The Empire Strikes Back), regia di Irvin Kershner (1980)
- I predatori dell'arca perduta (Raiders of the Lost Ark), regia di Steven Spielberg (1981)
- Brivido caldo (Body Heat), regia di Lawrence Kasdan (1981) - non accreditato per suo volere
- Il ritorno dello Jedi (Return of the Jedi), regia di Richard Marquand (1983)
- C'era due volte (Twice Upon a Time), regia di John Korty e Charles Swenson (1983)
- Indiana Jones e il tempio maledetto (Indiana Jones and the Temple of Doom), regia di Steven Spielberg (1984)
- Nel fantastico mondo di Oz (Return to Oz), regia di Walter Murch (1985) - non accreditato
- Mishima - Una vita in quattro capitoli (Mishima: A Life in Four Chapters), regia di Paul Schrader (1985)
- Ran (Ran), regia di Akira Kurosawa (1985)
- Contras - Urla di guerra dal Nicaragua (Latino), regia di Haskell Wexler (1985) - non accreditato
- Labyrinth - Dove tutto è possibile (Labyrinth), regia di Jim Henson (1986)
- Howard e il destino del mondo (Howard the Duck), regia di Willard Huyck (1986)
- Powaqqatsi, regia di Godfrey Reggio (1986)
- Willow, regia di Ron Howard (1988)
- Alla ricerca della Valle Incantata (The Land Before Time), regia di Don Bluth (1988)
- Indiana Jones e l'ultima crociata (Indiana Jones and the Last Crusade), regia di Steven Spielberg (1989)
- Tucker, un uomo e il suo sogno (Tucker: The Man and His Dream), regia di Francis Ford Coppola (1989)
- Sogni (夢, Yume), regia di Akira Kurosawa (1990)
- Benvenuti a Radioland (Radioland Murders), regia di Mel Smith (1994)
- Star Wars - Episodio I - La minaccia fantasma (Star Wars: Episode I - The Phantom Menace), regia di George Lucas (1999)
- Star Wars - Episodio II - L'attacco dei cloni (Star Wars: Episode II - Attack of the Clones), regia di George Lucas (2002)
- Star Wars - Episodio III - La vendetta dei Sith (Star Wars: Episode III - Revenge of the Sith), regia di George Lucas (2005)
- Indiana Jones e il regno del teschio di cristallo (Indiana Jones and the Kingdom of the Crystal Skull), regia di Steven Spielberg (2008)
- Star Wars: The Clone Wars, regia di Dave Filoni (2008)
- Red Tails, regia di Anthony Hemingway (2012)
- Strange Magic, regia di Gary Rydstrom (2015)
- Indiana Jones e il quadrante del destino (Indiana Jones and the Dial of Destiny), regia di James Mangold (2023)

#### Cortometraggi
- The Adventures of André and Wally B., regia di Alvy Ray Smith (1984)
- Captain EO, regia di Francis Ford Coppola (1986)

#### Televisione
- The Star Wars Holiday Special (Star Wars Holiday Special), regia di Steve Binder e David Acomba - speciale TV (1978) - non accreditato per suo volere
- L'avventura degli Ewoks (Caravan of Courage: An Ewok Adventure), regia di John Korty (1984)
- Il ritorno degli Ewoks (Ewoks: The Battle for Endor), regia di Jim Wheat e Ken Wheat (1985)
- Droids Adventures (1985-1986)
- Star Wars: Ewoks (1985-1986)
- The Great Heep, regia di Clive A. Smith (1986)
- Le avventure del giovane Indiana Jones (The Young Indiana Jones Chronicles) (1992-1996)
- Star Wars: Clone Wars (Star Wars: Clone Wars) (2003-2005)
- Star Wars: The Clone Wars (2008-2014)
- Robot Chicken - Star Wars Episodio II, regia di Seth Green - puntata televisiva di Robot Chicken (2008)
- Robot Chicken - Star Wars Episodio III, regia di Seth Green - puntata televisiva di Robot Chicken (2010)
- LEGO Star Wars - La minaccia padawan (Lego Star Wars: The Padawan Menace), regia di David Scott (2011)

### Altri ruoli

#### Come attore (comparsa o guest star)
- Indiana Jones e il tempio maledetto (Indiana Jones and the Temple of Doom), regia di Steven Spielberg (1984) - nel ruolo di un Missionario (non accreditato)[57]
- Hook - Capitan Uncino (Hook), regia di Steven Spielberg (1991) - nel ruolo di un uomo (non accreditato)
- Beverly Hills Cop III - Un piedipiatti a Beverly Hills III (Beverly Hills Cop III) (1994) - nel ruolo di un uomo scontento (non accreditato)
- Men In Black, regia di Barry Sonnenfeld (1997) - come alieno (non accreditato)
- Just Shoot Me! - serie TV, episodio 7x08 (2003) - come sé stesso
- Star Wars - Episodio III - La vendetta dei Sith (Star Wars: Episode III - Revenge of the Sith) (2005) - come Baron Papanoida (non accreditato)
- The O.C. - serie TV, episodio 2x23 (2005) - come sé stesso

#### Come operatore esterno
- The Bus, regia di Haskell Wexler - documentario (1965) - assistente alla produzione
- Why Man Creates, regia di Saul Bass - documentario, cortometraggio (1966) - gira un po' di materiale per il regista; non accreditato
- Grand Prix, regia di John Frankenheimer (1966) - operatore addizionale alla cinepresa, assiste Saul Bass nella creazione dei titoli di testa
- Journey to the Pacific, regia di Gary Goldsmith[58] (1967) - assistente al montaggio
- Sulle ali dell'arcobaleno (Finian's Rainbow), regia di Francis Ford Coppola (1967) - osservatore, supervisore ai dialoghi, assistente amministrativo, assistente al montaggio; non accreditato
- Gimme Shelter, regia di Albert e David Maysles - documentario (1970) - operatore
- Il drago del lago di fuoco (Dragonslayer), regia di Matthew Robbins (1981) - collaboratore non accreditato
- Jurassic Park, regia di Steven Spielberg (1993) - supervisore agli effetti sonori

## Nella cultura di massa
Il personaggio di Randall Curtis, chiara ed evidente parodia di Lucas, appare ne I Simpson nell'episodio Fatti e assuefatti della quindicesima stagione, dov'è il regista della saga Guerre Cosmiche, altra evidente parodia di Guerre Stellari.
Nel 2011 è stato distribuito il documentario dal titolo The People vs. George Lucas, che esplora il rapporto di amore-odio che lega Lucas e i fan della saga di Guerre stellari.

## Riconoscimenti
George Lucas è stato insignito del Life Achievement Award da parte dell'American Film Institute nel giugno 2005. Lucas iniziò il suo discorso di accettazione citando il Cancelliere Palpatine e poi scherzò dicendo che, dal momento che intendeva la serie di Guerre stellari come un unico, grande film, forse il premio gli era stato assegnato "ora che sono finalmente riuscito a concluderlo"; citò ironicamente anche Terrence Malick, dicendo di averlo superato (tre film a quattro) nella gara a chi riceveva più lodi avendo prodotto il minor numero di opere.
Nel 2006 fu il secondo cineasta, dopo Steven Spielberg, ad essere introdotto nella Science Fiction Hall of Fame.
Nel 2007, assieme a Steven Spielberg e Francis Ford Coppola, ha presentato la premiazione al miglior regista durante la cerimonia dei premi Oscar (il premio fu assegnato a Martin Scorsese per The Departed). I tre furono protagonisti di un siparietto in cui Spielberg e Coppola presero in giro Lucas per non aver mai vinto un Oscar competitivo.
Il Presidente degli Stati Uniti d'America Barack Obama l'ha insignito della National Medal of Arts nel 2013, per i suoi contributi al cinema americano.
Nel 2014 è stato nominato membro onorario della Society of Motion Picture and Television Engineers.
Nel 2015 è stato nominato tra le Disney Legends e nello stesso anno è stato premiato ai Kennedy Center Honors.
Nel 2024 ha ricevuto la Palma d'oro onoraria al Festival di Cannes 2024.
- Festival di Cannes
  - 2024 – Palma d'oro onoraria
- Premio Oscar
  - 1973 – Candidatura alla miglior regia per American Graffiti
  - 1973 – Candidatura alla miglior sceneggiatura originale per American Graffiti
  - 1978 – Candidatura alla miglior regia per Guerre stellari
  - 1978 – Candidatura alla miglior sceneggiatura originale per Guerre stellari
  - 1992 – Premio alla memoria Irving G. Thalberg
- Golden Globe
  - 1973 – Candidatura alla miglior regia per American Graffiti
  - 1978 – Candidatura alla miglior regia per Guerre stellari
- Empire Awards
  - 2005 – Candidatura al miglior film per Star Wars: Episodio III – La vendetta dei Sith
  - 2005 – Miglior Sci-Fi/Fantasy per Star Wars: Episodio III – La vendetta dei Sith
- Evening Standard British Film Awards
  - 1978 – Miglior Film per Guerre stellari
- MTV Movie Awards
  - 2005 – Candidatura al miglior film internazionale per Star Wars: Episodio III – La vendetta dei Sith
- Premio Hugo
  - 1980 – Miglior rappresentazione drammatica per I predatori dell'arca perduta
  - 1983 – Miglior rappresentazione drammatica per Il ritorno dello Jedi
  - 1990 – Miglior rappresentazione drammatica per Indiana Jones e l'ultima crociata

- Razzie Awards
  - 1988 – Candidatura alla peggior sceneggiatura per Willow
  - 1999 – Candidatura al peggior regista per Star Wars: Episodio I – La minaccia fantasma
  - 1999 – Candidatura al peggior film per Star Wars: Episodio I – La minaccia fantasma
  - 1999 – Candidatura alla peggior sceneggiatura per Star Wars: Episodio I – La minaccia fantasma
  - 2002 – Candidatura al peggior regista per Star Wars: Episodio II – L'attacco dei cloni
  - 2002 – Candidatura al peggior film per Star Wars: Episodio II – L'attacco dei cloni
  - 2002 – Peggior sceneggiatura per Star Wars: Episodio II – L'attacco dei cloni
- Saturn Award
  - 1978 – Miglior regista per Guerre stellari
  - 1978 – Miglior sceneggiatura originale per Guerre stellari
  - 1983 – Candidatura alla miglior sceneggiatura per Il ritorno dello Jedi
  - 1999 – Candidatura al miglior regista per Star Wars: Episodio I – La minaccia fantasma
  - 2002 – Candidatura al miglior regista per Star Wars: Episodio II – L'attacco dei cloni
  - 2005 – Candidatura al miglior regista per Star Wars: Episodio III – La vendetta dei Sith
  - 2005 – Candidatura al miglior film per Star Wars: Episodio III – La vendetta dei Sith

Di seguito ha ricevuto altri riconoscimenti:
- Nel 1979 gli è stato assegnato il Readers' Choice Award al Kinema Junpo Awards come miglior regista per Guerre stellari[67].
- Nel 1981 David di Donatello al Miglior produttore straniero per Kagemusha – L'ombra del guerriero
- Nel 2004 la Visual Effect Society lo ha premiato con il premio alla carriera Lifetime Achievement Award per i traguardi conseguiti nel corso della sua vita nel campo degli effetti speciali per il cinema.